# Jamie and Jessie Are Not Together
Pour plus de détails, voir Fiche technique et Distribution.
Jamie and Jessie Are Not Together est un film américain réalisé par Wendy Jo Carlton, sorti en 2011.

## Fiche technique
- Durée : 95 minutes

## Distribution
- Jax Jackson : Jamie
- Jessica London-Shields : Jessie
- Fawzia Mirza : Rhonda
- Marika Engelhardt : Elizabeth
- Laura Chernicky : Lisa
- Christopher Meister : George
- Jen LaForte : Monica
- Kate Lane : Melissa
- Suzy Brack
- Anita Nicole Brown
- Sapna Kumar : Amy
- Sienna Harris : Dawn
- Tinuade Oyelowo : Katrina
- Vanessa Pena : Laura
- Todd McConville
- Uncle Alice
- Jai Sanghvi
- Matt Dreier
- Jen Kauper Brown : Kellie
- Marilyn Campbell-Lowe : Helen
- Pete Giovagnoli : Chuck / Doug
- Jaimelyn Gray
- Gary Everett : Car
- Dutes Miller : Dute
- Stan Shellabarger : Sta
- Ashley Simone
- Joel Vining
- Steven James Price
- Rj Buckler

## Lieux de tournage
Chicago, Illinois, États-Unis.